# العلاقات الدومينيكانية الشمال مقدونية
العلاقات الدومينيكانية الشمال مقدونية هي العلاقات الثنائية التي تجمع بين جمهورية الدومينيكان وشمال مقدونيا.

## مقارنة بين البلدين
هذه مقارنة عامة ومرجعية للدولتين:
| وجه المقارنة                                              | جمهورية الدومينيكان | شمال مقدونيا                                               |
| --------------------------------------------------------- | ------------------- | ---------------------------------------------------------- |
| المساحة (كم2)                                             | 48.67 ألف           | 25.71 ألف                                                  |
| عدد السكان (نسمة)                                         | 10.40 مليون         | 2.08 مليون                                                 |
| الكثافة السكانية (ن./كم²)                                 | 213.68              | 80.9                                                       |
| العاصمة                                                   | سانتو دومينغو       | إسكوبية                                                    |
| اللغة الرسمية                                             | اللغة الإسبانية     | اللغة المقدونية، اللغة الألبانية                           |
| العملة                                                    | بيزو دومنيكاني      | دينار مقدوني                                               |
| الناتج المحلي الإجمالي (بليون دولار)                      | 75.93 مليار         | 11.34 مليار                                                |
| الناتج المحلي الإجمالي (تعادل القوة الشرائية) بليون دولار | 149.89 مليار        | 29.26 مليار                                                |
| الناتج المحلي الإجمالي الاسمي للفرد دولار أمريكي          | 6.47 ألف            | 4.85 ألف                                                   |
| الناتج المحلي الإجمالي للفرد دولار أمريكي                 | 13.26 ألف           | 16.25 ألف                                                  |
| مؤشر التنمية البشرية                                      | 0.715               | 0.747                                                      |
| رمز المكالمات الدولي                                      | +1809، +1829، +1849 | +389                                                       |
| رمز الإنترنت                                              | .do                 | .mk                                                        |
| المنطقة الزمنية                                           | 00                  | توقيت وسط أوروبا، ت ع م+01:00، ت ع م+02:00، أوروبا/سكوبيه ‏ |

## منظمات دولية مشتركة
يشترك البلدان في عضوية مجموعة من المنظمات الدولية، منها:
| علم المنظمة | اسم المنظمة                        | تاريخ انضمام جمهورية الدومينيكان | تاريخ انضمام شمال مقدونيا |
| ----------- | ---------------------------------- | -------------------------------- | ------------------------- |
|             | الاتحاد البريدي العالمي            | ?                                | ?                         |
|             | يونسكو                             | 4 نوفمبر 1946                    | 28 يونيو 1993             |
|             | البنك الدولي للإنشاء والتعمير      | 18 سبتمبر 1961                   | 25 فبراير 1993            |
|             | وكالة ضمان الاستثمار متعدد الأطراف | 7 مارس 1997                      | 19 مارس 1993              |
|             | منظمة التجارة العالمية             | ?                                | ?                         |
|             | مؤسسة التمويل الدولية              | 31 أكتوبر 1961                   | 25 فبراير 1993            |
|             | منظمة الشرطة الجنائية الدولية      | ?                                | ?                         |
|             | الأمم المتحدة                      | 24 أكتوبر 1945                   | 8 أبريل 1993              |
|             | مؤسسة التنمية الدولية              | 16 نوفمبر 1962                   | 25 فبراير 1993            |
|             | منظمة حظر الأسلحة الكيميائية       | ?                                | ?                         |